# Новоградківська сільська рада
Новогра́дківська сільська́ ра́да — колишня адміністративно-територіальна одиниця та орган місцевого самоврядування в Овідіопольському районі Одеської області. Адміністративний центр — село Новоградківка.

## Загальні відомості
- Територія ради: 28,06 км²
- Населення ради: 1 865 осіб (станом на 2001 рік)
- Територією ради протікає річка Барабой

## Населені пункти
Сільській раді підпорядковані населені пункти:
- с. Новоградківка

## Населення
Згідно з переписом УРСР 1989 року чисельність наявного населення сільської ради становила 2779 осіб, з яких 1309 чоловіків та 1470 жінок.
За переписом населення України 2001 року в сільській раді мешкали 1864 особи.

### Мова
Розподіл населення за рідною мовою за даними перепису 2001 року:
| Мова       | Відсоток |
| ---------- | -------- |
| українська | 75,50 %  |
| російська  | 21,88 %  |
| молдовська | 0,75 %   |
| німецька   | 0,54 %   |
| болгарська | 0,32 %   |
| гагаузька  | 0,27 %   |
| білоруська | 0,16 %   |
| вірменська | 0,05 %   |
| румунська  | 0,05 %   |
| інші       | 0,48 %   |

## Склад ради
Рада складається з 16 депутатів та голови.
- Голова ради: Балденков Віталій Геннадійович

### Керівний склад попередніх скликань
| Прізвище, ім'я, по батькові    | Основні відомості                                                                     | Дата обрання | Дата звільнення |
| ------------------------------ | ------------------------------------------------------------------------------------- | ------------ | --------------- |
| Скубій Дмитро Ігорович         | Сільський голова, 1975 року народження                                                | 26.03.2006   | 31.10.2010      |
| Балденков Віталій Геннадійович | Сільський голова, 1970 року народження, освіта незакінчена вища, член Партії регіонів | 31.10.2010   |                 |

Примітка: таблиця складена за даними сайту Верховної Ради України

### Депутати
За результатами місцевих виборів 2010 року депутатами ради стали:

#### За суб'єктами висування
| Суб'єкт висування | Кількість обраних депутатів | %  |
| ----------------- | --------------------------- | -- |
| Самовисування     | 12                          | 75 |
| Партія регіонів   | 4                           | 25 |

#### За округами
| № округу        | Прізвище, ім'я, по батькові     | Дата визнання обраним | Освіта             | Партійна приналежність | Відомості про обраного депутата                                                               |
| --------------- | ------------------------------- | --------------------- | ------------------ | ---------------------- | --------------------------------------------------------------------------------------------- |
| Партія регіонів |                                 |                       |                    |                        |                                                                                               |
| 2               | Максюта Олег Миколайович        | 04.11.2010            | середня            | член Партії регіонів   | ТОВ «Катрал-Південь», механік автобази                                                        |
| 4               | Зікарян Віолета Веніамінівна    | 04.11.2010            | середня спеціальна | член Партії регіонів   | Доброолександрівська загальноосвітня школа, вчитель                                           |
| 6               | Лошкова Галина Михайлівна       | 04.11.2010            | середня спеціальна | член Партії регіонів   | ТОВ «Пласт і Като», комірник                                                                  |
| 13              | Паскаль Олександр Олександрович | 04.11.2010            | середня            | член Партії регіонів   | приватний підприємець                                                                         |
| Самовисування   |                                 |                       |                    |                        |                                                                                               |
| 1               | Оленіченко Олександр Сергійович | 04.11.2010            | вища               | член Партії регіонів   | КП «Міжнародний аеропорт Одеса», співробітник служби авіаціаційної безпеки                    |
| 3               | Кутик Галина Миколаївна         | 04.11.2010            | середня спеціальна | член Партії регіонів   | пенсіонер                                                                                     |
| 5               | Шпігель Ольга Іванівна          | 04.11.2010            | середня            | позапартійна           | лікарня № 3, ліфтер                                                                           |
| 7               | Сало Віктор Богданович          | 04.11.2010            | середня спеціальна | позапартійний          | Іллічівський МРП, інспектор відділу охорони                                                   |
| 8               | Данілов Іван Юхимович           | 04.11.2010            | вища               | член Партії регіонів   | ПП «Едем-Н», директор                                                                         |
| 9               | Степнов Артем Вікторович        | 04.11.2010            | вища               | позапартійний          | тимчасово не працює                                                                           |
| 10              | Колесник Валерій Васильович     | 04.11.2010            | вища               | позапартійний          | ВАТ «Дністровський», бджоляр                                                                  |
| 11              | Крупельницька Людмила Василівна | 04.11.2010            | вища               | позапартійна           | тимчасово не працює                                                                           |
| 12              | Скіцко Іван Іванович            | 04.11.2010            | середня спеціальна | позапартійний          | приватний підприємець                                                                         |
| 14              | Чоботар Зінаїда Михайлівна      | 04.11.2010            | вища               | член Партії регіонів   | пенсіонер                                                                                     |
| 15              | Мікулич Світлана Василівна      | 04.11.2010            | середня спеціальна | позапартійна           | Новоградківська амбулаторія загальної практики — сімейної медицини, сестра загальної практики |
| 16              | Гайдучик Василь Степанович      | 04.11.2010            | середня            | позапартійний          | приватний підприємець                                                                         |